# Rapunzel

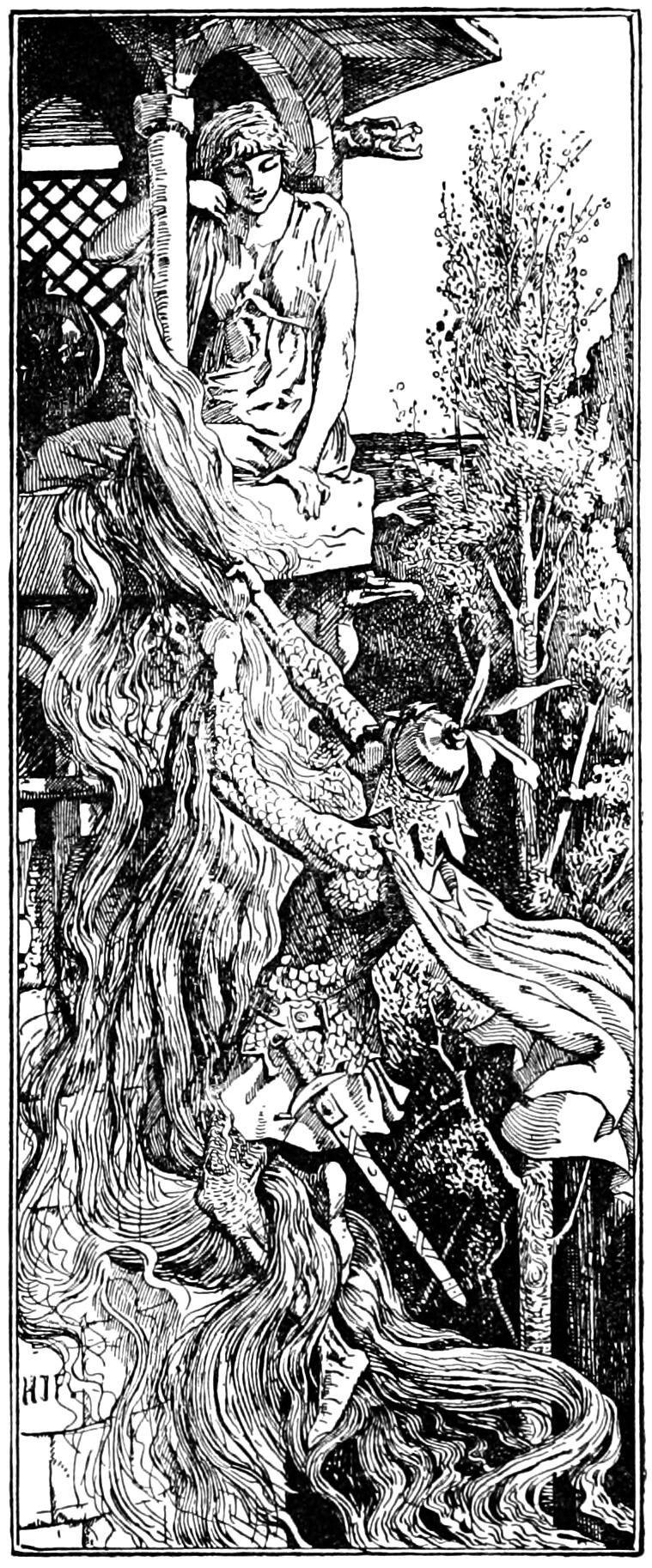
Rapunzel (Illustration vom The Red Fairy Book von Andrew Lang, 1890)

Rapunzel ist ein Märchen (ATU 310). Es steht in den Kinder- und Hausmärchen der Brüder Grimm an Stelle 12 (KHM 12) und geht indirekt wohl auf Petrosinella in Basiles Pentameron II,1 zurück.

## Inhalt

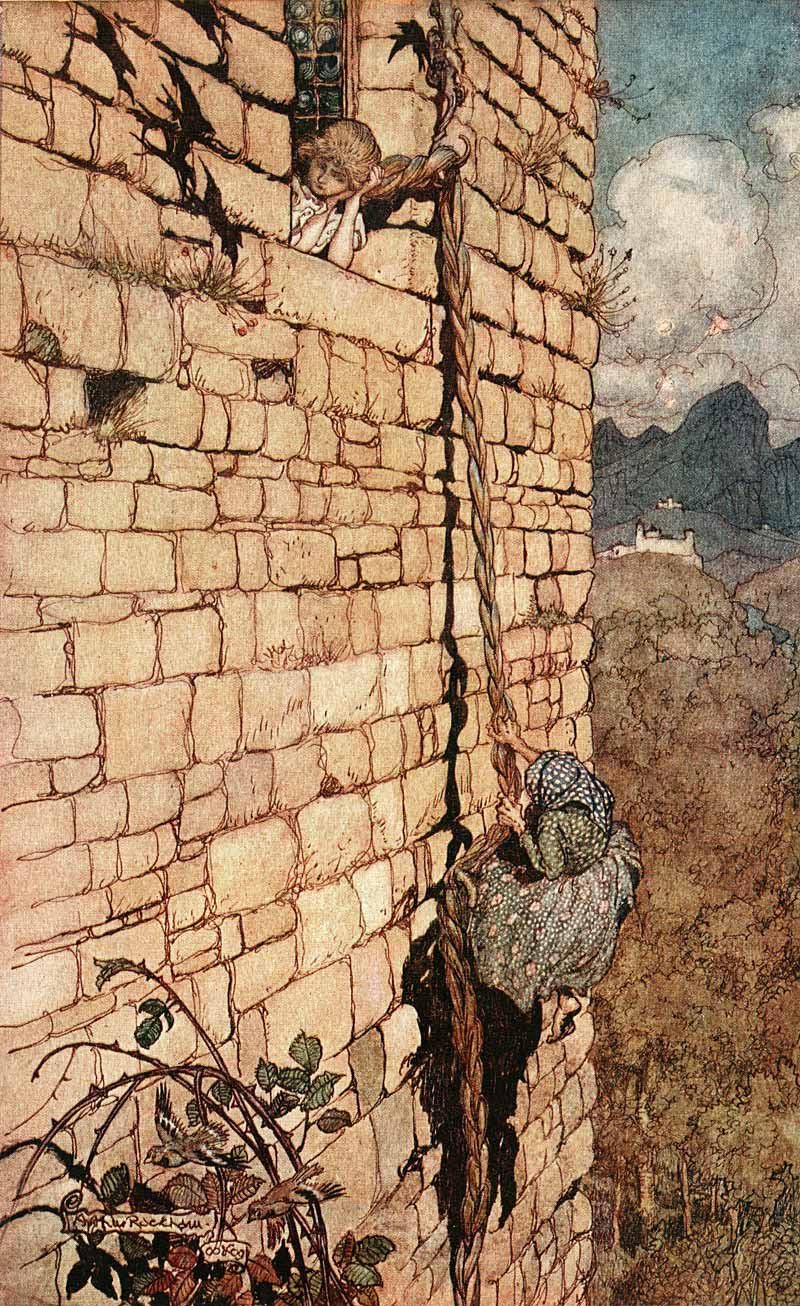
Illustration von Arthur Rackham, 1909

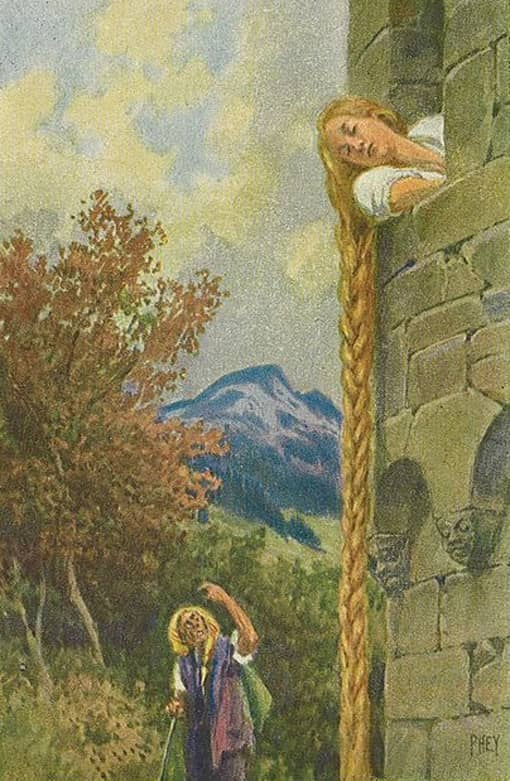
Illustration von Paul Hey, um 1910

Rapunzels Mutter gelingt es in ihrer Schwangerschaft nicht, ihren schwangerschaftsbedingten Heißhunger und Appetit auf die im Garten der Nachbarin wachsenden Rapunzeln zu zügeln. Hierbei handelt es sich entweder um Feldsalat oder um die Rapunzel-Glockenblume, die früher ebenfalls als Salatpflanze angebaut wurde. Ihr Mann ist nicht stark genug, sich ihr zu widersetzen. Als er den Salat für seine Frau zum wiederholten Male aus dem Garten einer Zauberin stehlen will, wird er von dieser ertappt und muss ihr zur Strafe (sowie aus Angst und um ihrem Zauber oder der Bloßstellung als Dieb zu entgehen) sein Kind versprechen. Gleich nach der Geburt holt sie sich das Neugeborene, gibt ihm den Namen Rapunzel, und als das Mädchen zwölf Jahre ist (zu Beginn der Pubertät vor der „Entwicklung zur Frau“), sperrt sie es in einen abgelegenen, türlosen Turm. Die einzige Möglichkeit, in ihn hineinzugelangen, besteht darin, dass Rapunzel auf Zuruf ihr langes Haar vom Dachfenster herunterlässt, sodass die Zauberin daran hinaufklettern und sie mit Nahrung versorgen kann.
Ein Königssohn, angezogen von Rapunzels schönem Gesang, belauscht sie, imitiert die Rufformel der Zauberin („Rapunzel, Rapunzel, lass mir dein Haar herunter!“), zieht sich zu dem schönen Mädchen hinauf und gewinnt dessen Liebe. Als Rapunzel sich daraufhin gegenüber der von ihr „Frau Gothel“ genannten Zauberin verplappert, schneidet ihr die Hexe das Haar ab und verbannt sie in eine Wüstenei. Dann versteckt sich die Zauberin im Turm, wartet auf den Königssohn, lässt ihn an Rapunzels Zopf zu sich heraufklettern und erschreckt und verhöhnt den Prinzen dermaßen, dass er in seiner Verzweiflung vom Turm springt, sich in einem Dornengestrüpp beide Augen verletzt und erblindet. Wehklagend irrt er nun durch die Welt, bis er durch Zufall zu Rapunzels Gefängnis gelangt und das Mädchen an seinem Gesang wiedererkennt. Als ihre Tränen seine Augen benetzen, wird er von seiner Erblindung geheilt und führt Rapunzel glücklich heim in sein Königreich.

## Textgeschichte

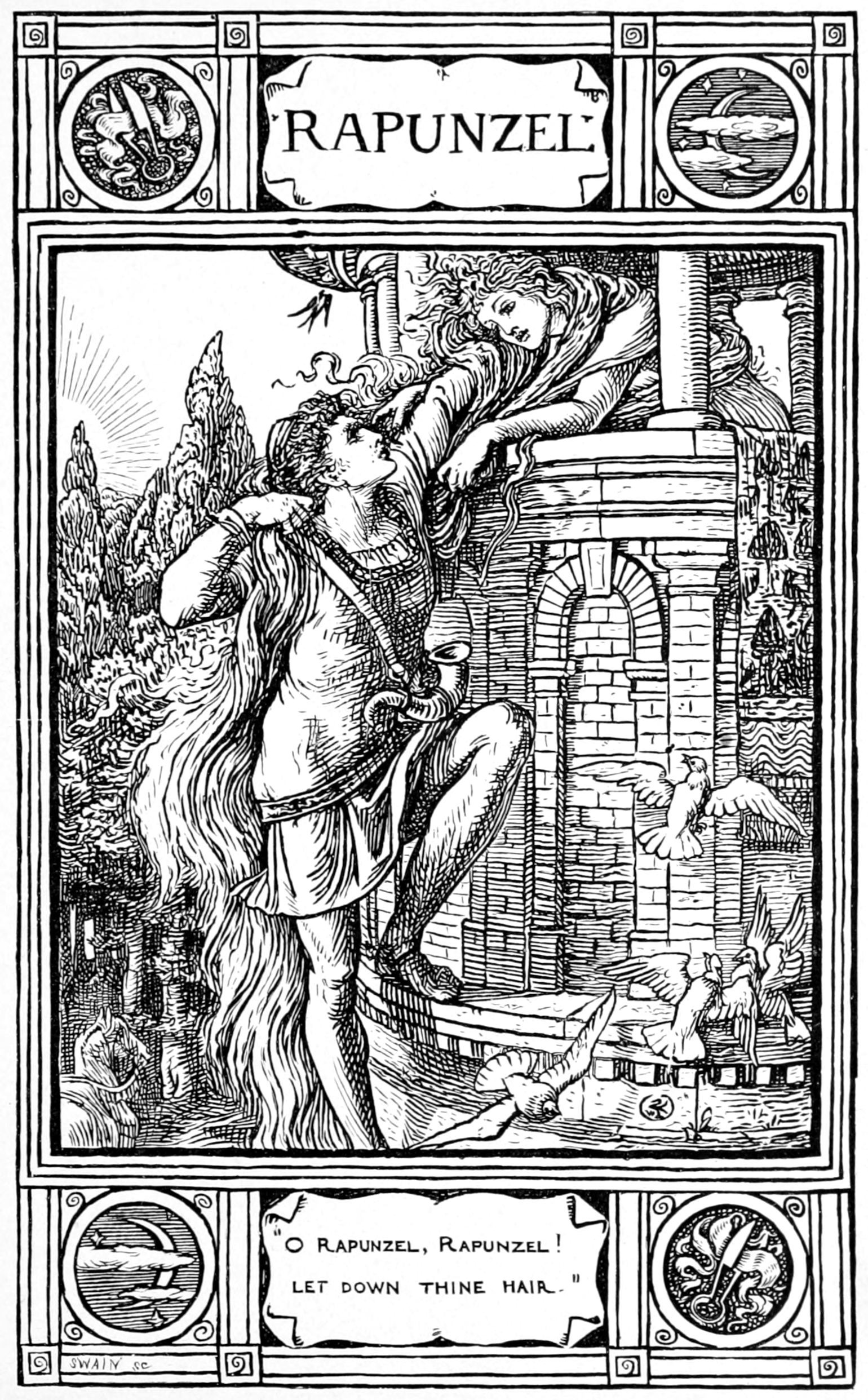
Illustration von Walter Crane, 1920

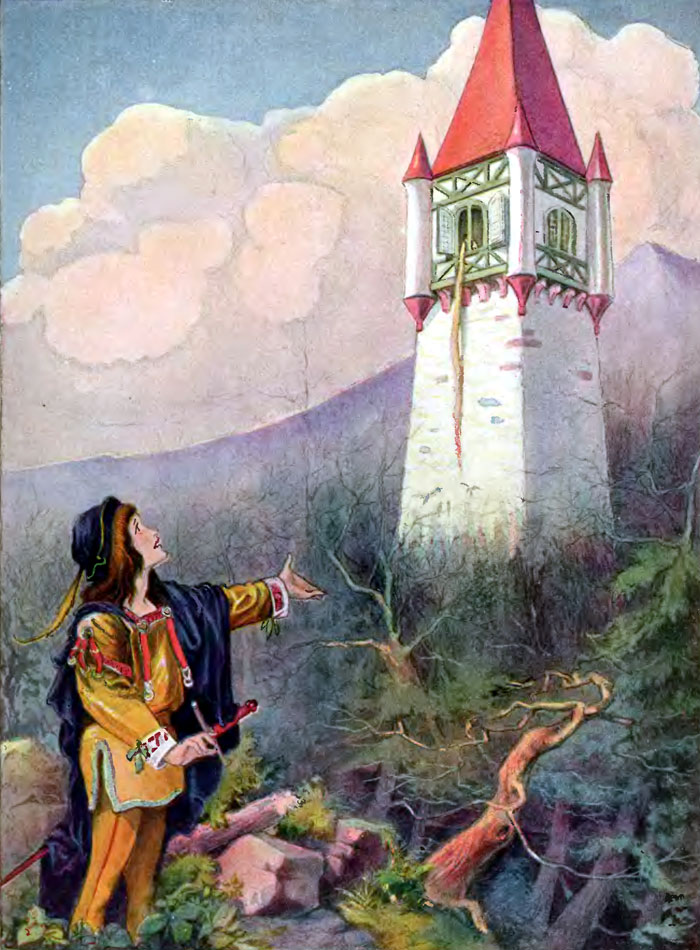
Rapunzel (Illustration von Johnny Gruelle, 1922)

Die früheste bekannte Erwähnung einer weiblichen Figur, die ihre langen Haare als Leiter für ihren männlichen Liebhaber anbietet, ist in der Persischen Mythologie, im Epos der Schāhnāme, zu finden. Die Prinzessin von Kabul, Rudabeh, bietet dem Krieger aus Zabulistan, Zāl, ihr langes Haar zum Erklettern des Turms an. Anders als bei Rapunzel lehnt Zal dieses Angebot jedoch ab, damit Rudabeh sich nicht verletzt, und bittet sie stattdessen darum, ein Seil zum Hinaufklettern zu finden.
Das Märchen geht indirekt wohl auf Petrosinella in Basiles Pentameron II,1 zurück. Charlotte-Rose de Caumont de La Forces Persinette von 1697 verlegt es offenbar ins höfische Adelsmilieu. Marie-Catherine d’Aulnoy schrieb La Chatte Blanche in Neue Märchen oder Die zeitgemäßen Feen (1698). Solche Sammlungen französischer Feenmärchen wurden im 18. Jahrhundert auch in Deutschland bekannt. Friedrich Immanuel Bierlings erste deutsche Übersetzung der Persinette (Das Cabinet der Feen. Oder gesammelte Feen-Märchen in neun Theilen, Aus dem Französischen übersetzt, Nürnberg, 1761–1766) wirkte kaum nach. Freier und lebendiger übersetzte Joachim Christoph Friedrich Schulz im fünften Band seiner Kleinen Romane (Leipzig 1790), ohne die Quelle anzugeben. Aus Petersilie wird nun Rapunzel, La Forces Beschreibungen werden breiter ausgestaltet. Jacob Grimm übernahm nun Schulz’ Rapunzel-Text in die 1. Auflage der Kinder- und Hausmärchen von 1812. Schulz’ Beschreibungen, insbesondere der Schluss wurden gekürzt, so wird Rapunzels zweiter Verbannungsort am Meer kurz zur „Wüstenei“. „Frau Gothel“ ist hessisch für Patin. Neu ist auch die rhythmische Formel „Rapunzel, Rapunzel / laß (mir) dein Haar herunter“ anstelle La Forces „Persinette, descendez vos cheveux que je monte.“ (frz.: „Persinette, lasst eure Haare herunter, auf dass ich hinaufsteigen möge.“). In der zweiten Auflage tilgte Wilhelm Grimm – möglicherweise auf Beschwerden von Lesern hin – Rapunzels Schwangerschaft. Statt durch zu eng gewordene Kleider verrät es sich jetzt gegenüber Frau Gothel eher unüberlegt. Weitere Überarbeitungen erfolgen in der 3. und 5. Auflage. Neben wörtlichen Reden wurden sprachliche Superlative ergänzt und das Motiv der Mauer wieder aufgenommen. Erst in der 7. Auflage wird der Königssohn durch Dornen blind gestochen. War Jacob Grimm noch von einer Herkunft „ohne Zweifel aus mündlicher Sage“ ausgegangen, entwickelte sein Bruder nun zunehmend seinen romantischen Märchenton. Inwieweit Basile und La Force irgendwie volkstümliche Quellen hatten, ist jedoch unklar.
Grimms Anmerkung erwähnt eine andere Einleitung: Das Mädchen öffnet eine verbotene Tür (vgl. KHM 3), da sitzt die Hexe mit zwei Hörnern und verbannt es auf den Turm. Das ungeborene Kind zu versprechen, geschehe oft verklausuliert etwa als das, was die Mutter unter dem Gürtel trägt (vgl. KHM 181), sie nennen: Die altnordische Alfkongssage (Cap. 1), dänische Volkslieder „Von dem wilden Nachtraben“, Salebad Firdusi bei Schack S. 191, Büschings Volkssagen S. 287, in Basiles Pentameron II,1 Petrosinella. Vgl. bei Basile auch II,7 Die Taube, II,8 Die kleine Sklavin. Das Motiv der Jungfrau im Turm entspricht dem griechischen Mythos von Danaë und der christlichen Legende von St. Barbara. Auch in Jahns Nr. 32 Der Pilger erschrickt sie, als sie den fremden Mann erblickt.

## Interpretation

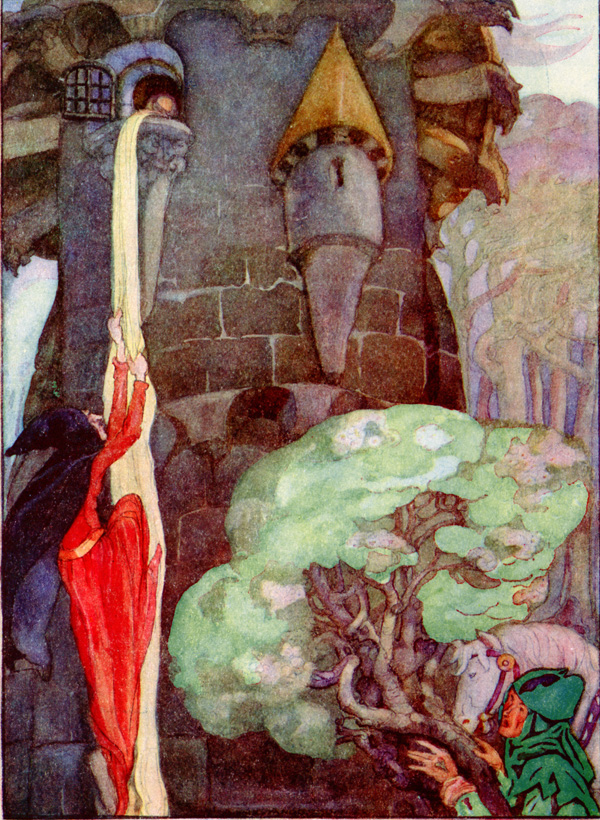
Illustration von Anne Anderson

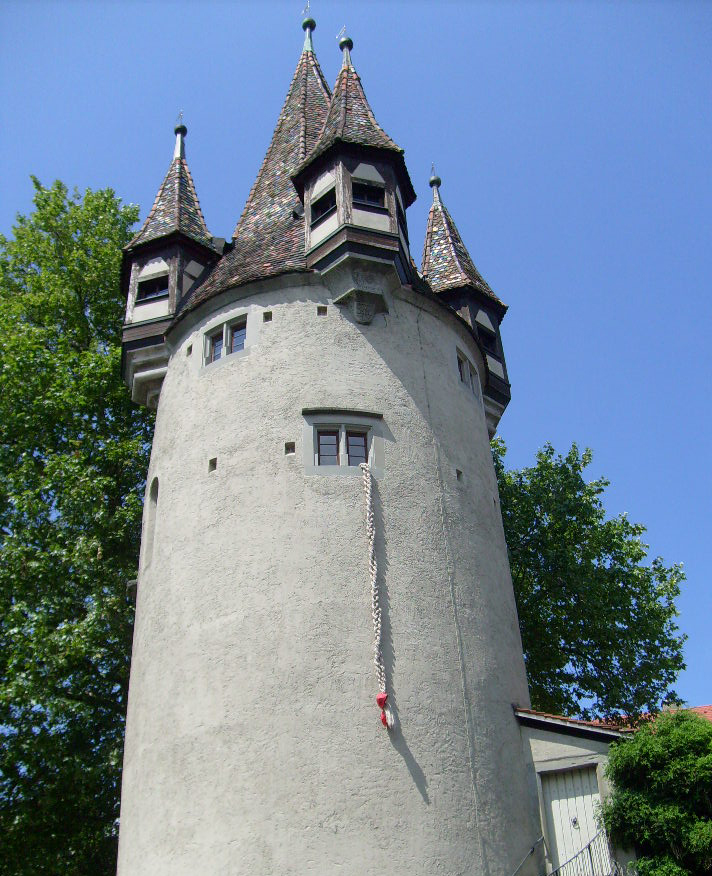
Rapunzel-Zitat am Diebsturm in Lindau (desgleichen am dortigen Mangturm)

„Rapunzel, Rapunzel, lass dein Haar herunter!“ – dies ist wohl einer der bekanntesten Sätze aus der Märchensammlung der Brüder Grimm. Tatsächlich ist das Märchen französischen Ursprungs. 1698 schrieb die Hofdame Mademoiselle de la Force die Erzählung Persinette (erschienen in ihrem Buch Cabinet des Fees). 1790 übernimmt Friedrich Schulz dieses Märchen in einen seiner Kleinen Romane. Von ihm übernahmen es die Brüder Grimm unter starker Kürzung 1812 in ihre Kinder- und Hausmärchen als Nr. 12. Dort erfuhr die als anstößig empfundene Version in späteren Ausgaben mehrere Änderungen: Anstatt durch ihre Schwangerschaft („meine Kleiderchen passen mir nicht mehr“) verrät sich Rapunzel jetzt unverfänglich „Sie wird mir viel schwerer heraufzuziehen als den jungen Königssohn“. Auch die Heiratserklärung wurde später wohl zur Legitimation eingefügt.
Fasst man Hedwig von Beits tiefenpsychologische Deutung zusammen, so wiederholen sich Bilder der Abgeschlossenheit vom ersehnten Unbewussten, das sein gestohlenes Kind zurücknimmt. Solche Frauen entwickeln eine verträumte, realitätsferne Haltung. Der hohe Turm, aber auch das lange Kopfhaar drücken diese geistbetonten Wesensanteile aus, die dann auch der Animus nutzt, um die Große Mutter zu ersetzen. Ihre Durchtrennung verursacht den Absturz in eine demütigere Haltung, wo Rapunzel den ebenfalls gestürzten, im Unbewussten blinden Prinzen mit ihren Tränen (Symbol des Lebenswassers) heilen kann.
Laut Psychiater Wolfdietrich Siegmund hilft so ein Schicksalsmärchen bei Krankheit durch überhöhte Anforderungen an sich selbst.
Laut Eugen Drewermann antizipiert der gierige Appetit auf Rapunzeln das Bedürfnis nach einem Lebenssinn spendenden Kind. Mutter und Zauberin sind dieselbe Frau in ängstlicher Spaltung. Die kindlich-orale Abspaltung der Sexualität führt zur Reduktion auf eine scheinbar erfüllende Mutter-Tochter-Symbiose. Rapunzels Turm ähnelt dem Hinterhaus ihrer Mutter, allerdings subjektiv überhöht, so wie mit der Schönheit und Selbständigkeit der Tochter auch der Stolz der Mutter wächst. Nur ein hellhöriger Mann, der ihre Sprache genau erlernt, vermag die Mauern der Kontaktangst zu überwinden. Dabei entsteht aber eine Spaltung zwischen Rapunzels Liebe und der weiterhin tiefen Loyalität zur Mutter, die der Prinz aufgrund der Identifikation nicht angreifen kann. Der Königssohn kann gegen die Ausbrüche von Rapunzels Über-Ich nichts unternehmen, doch umgekehrt kann auch Frau Gothel nicht verhindern, dass Rapunzel nach der Verstoßung wirklich selbständig wird. Die anerzogene Bedürfnislosigkeit erweist sich jetzt als hilfreich, bis die Kraft der Erinnerung an die Liebe den Zwang zur Autarkie überwindet. Auch Wilhelm Salber bringt Rapunzel, wie auch Marienkind oder Das singende springende Löweneckerchen, mit den Kränkungen ess- und beziehungsgestörter Frauen in Verbindung, die sich als glücklich darstellen und nach außen bedeckt halten. Der Turm der 'splendid isolation' verdreht echte Anteilnahme zu paradoxen Abhängigkeiten. Auch der Psychotherapeut Jobst Finke sieht in Rapunzel ein mutterabhängiges, selbstbezogenes Kind sich zur liebesfähigen Frau entwickeln und in Isolation Selbständigkeit lernen.

## Parodien
Bei Katrine von Hutten berät ein Psychotherapeut ein altes Paar in „jugendlich-libidinöser Verstrickung“: Er nennt sie noch immer Rapunzel, meint sich durch die Zauberin erkaltet, sie sich für Feldsalat links liegen gelassen. Gregory Frost lässt erst Gothel, dann Rapunzel, dann den Prinzen erzählen. Bei Elizabeth A. Lynn ist das Kind magersüchtig, hört Beatles, dann kommt der Prinz, alles wird gut. Bei Anne Bishop überwindet sie den Fluch der Hexe und nimmt diesmal einen reifen Mann. Klaus Stadtmüller dichtete eine kurze Parodie. Rapunzel kommt auch in Kaori Yukis Manga Ludwig Revolution vor. In Alethea Kontis’ Märchenroman Enchanted kommt der Turm vor. Im Computerspiel The Witcher 3: Wild Hunt – Blood and Wine, basierend auf der Geralt-Saga von Andrzej Sapkowski, stößt man in einer Märchenwelt auf Rapunzels Turm. Da ihr Prinz an diesem zu Tode stürzte, erhängte sich die vereinsamte Rapunzel im Turm an den eigenen Haaren. In Stefanie Lasthaus’ Fantasy-Roman stiehlt Frau Gothel Menschenseelen. Rapunzel Naturkost verkauft Bio-Lebensmittel.

## Filme
- 1951: The Story of ‘Rapunzel‘, USA, Kurzfilm mit Stop-Motion-Figuren von Ray Harryhausen.
- 1959: Fractured Fairy Tales, US-amerikanische Zeichentrickserie aus The Rocky and Bullwinkle Show, Staffel 1, Folge 1.
- 1987: Grimms Märchen (jap. Gurimu Meisaku Gekijō), japanische Zeichentrickserie, Folge 29: Rapunzel
- 1988: Rapunzel oder Der Zauber der Tränen, DDR, DEFA-Märchenfilm
- 1999: SimsalaGrimm, deutsche Zeichentrickserie, Staffel 1, Folge 8: Rapunzel
- 2002: Barbie als Rapunzel, USA, Animationsfilm, in dem Rapunzel von Barbie dargestellt wird.
- 2006: Rapunzel oder Mord ist Ihr Hobby, Deutschland/Österreich, Komödie aus der 1. Staffel der ProSieben/ORF-Serie Die Märchenstunde
- 2009: Rapunzel, Märchenfilm, Staffel 2, Folge 2 der ARD-Reihe Acht auf einen Streich, Deutschland, 60 min., Regie: Bodo Fürneisen
- 2010: Rapunzel – Neu verföhnt, USA, CGI-animierter Spielfilm der Walt Disney Animation Studios, Regie: Nathan Greno und Byron Howard
- 2014: Into the Woods, Musicalfilm USA enthält Auszüge aus Rapunzel
- 2020: Rapunzels Fluch, deutscher Horrorfilm, der inhaltlich als Fortsetzung des Märchens angelegt ist.[17][18]
- 2023: Rapunzel und die Rückkehr der Falken, Deutschland, Spielfilm der Reihe Märchenperlen, 87 min., Regie: Christoph Heimer

Rapunzel, Rapunzel ist ein Film von Tom Davenport, 1979. Der unzugängliche Turm kommt auch vor in Brothers Grimm (2005).

## Musik
- Lou Harrisons Oper Rapunzel wurde 1959 in New York uraufgeführt.
- Rapunzel begegnet in Stephen Sondheims Märchenmusical Into the Woods (1987).
- 1988 veröffentlichte die Rockband Erste Allgemeine Verunsicherung als Pausenfüller zwischen den eigentlichen Liedern der CD „Kann denn Schwachsinn Sünde sein...?“ vier jeweils ca. 27 bis 38 Sekunden lange Episoden, die immer mit den Worten begannen: „Rapunzel, so lass dein Haar hernieder!“ Jedes Mal ist das Haar zu kurz, und der Königssohn reitet mit steigendem Ärger wieder fort.
- Auch die Beastie Boys verwenden diesen Mythos, auf ihrem 1989 erschienenen Album Paul's Boutique, befindet sich der Satz: „Rapunzel, Rapunzel let down your hair, so I can climb up to get into your underwear!“ (Rapunzel, Rapunzel, lass Dein Haar herunter, damit ich raufklettern und dir an die Wäsche kann).
- Persinette, Kinderoper von Albin Fries, Uraufführung an der Wiener Staatsoper am 21. Dezember 2019[19]

## Illustrationen
Die visuell interessante Verbindung von goldenem Haar und hohem Turm inspirierte zu zahlreichen Rapunzelillustrationen: Besonders wichtig sind die von Arthur Rackham, Lizzie Hosaeus mit zwei Fassungen, Paul Hey, das Märchenbildprogramm von Ernst Liebermann und das Gemälde von Emma Florence Harrison und Heinrich Lefler. 1969 beschäftigt sich David Hockney in vier Zeichnungen mit dem Rapunzelthema: 1. Der Rapunzelsalatgarten, 2. Rapunzel als Baby, 3. Rapunzel mit Haarschleppe und 4. Haar und Turm vor Prinz.